# Klenovka
Klenovka je vesnice, část města Přelouč v okrese Pardubice. Nachází se asi 3 km na jihovýchod od Přelouče. V roce 2009 zde bylo evidováno 133 adres. V roce 2001 zde trvale žilo 172 obyvatel.
Klenovka je také název katastrálního území o rozloze 2,09 km2.